# Schwifting
Schwifting est une commune de Bavière (Allemagne), située dans l'arrondissement de Landsberg am Lech, dans le district de Haute-Bavière.

## Personnalités
- Rolf Pinegger (1873-1957), acteur allemand est né à Schwifting.